# Abborrtjärnen (Mora socken, Dalarna, 679417-142584)
Abborrtjärnen är en sjö i Mora kommun i Dalarna och ingår i Dalälvens huvudavrinningsområde.